# Pastime with Good Company

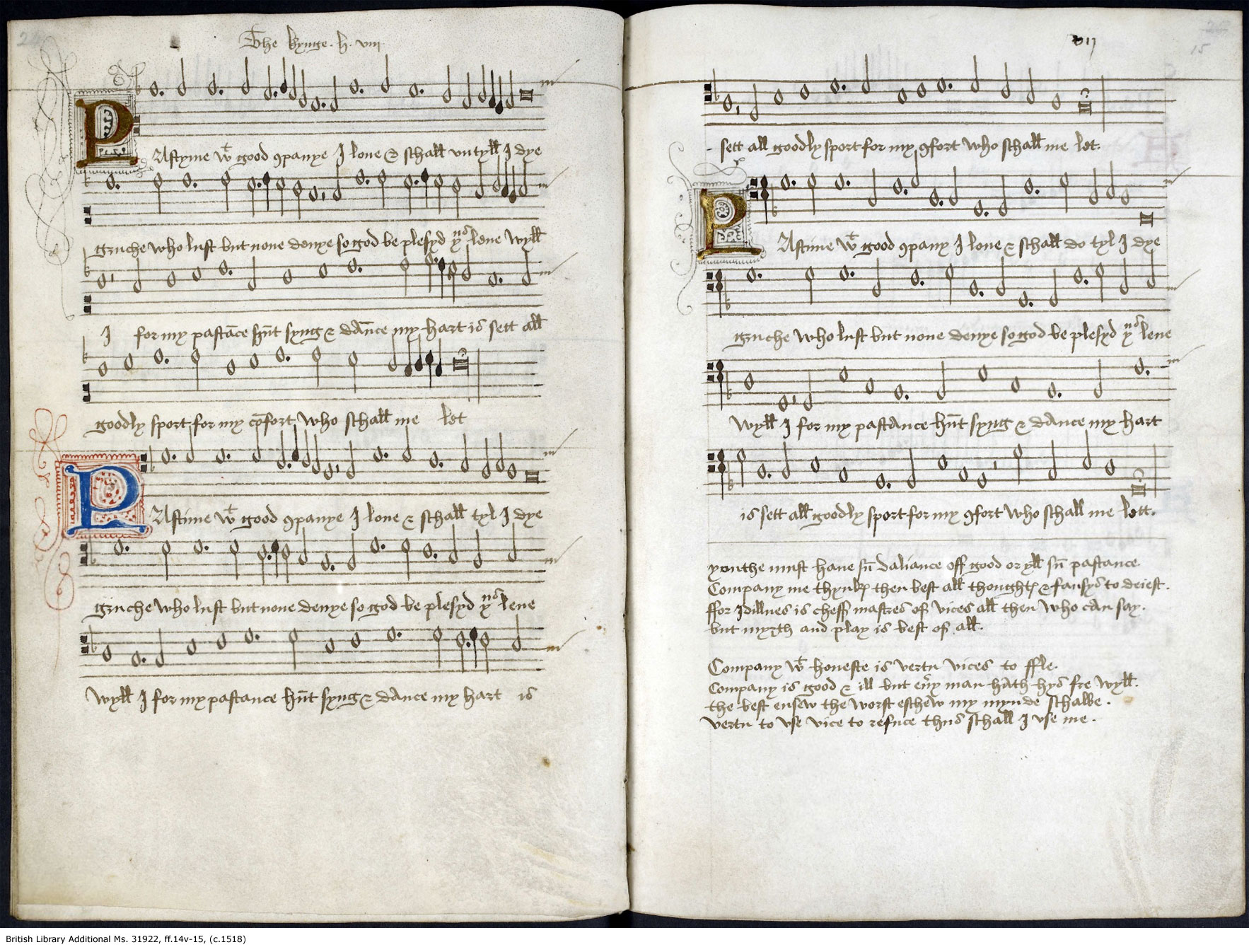
Оригінал Pastime with Good Company (бл. 1513), зберігається в Британській бібліотеці, Лондон.

Pastime with Good Company (Дозвілля у доброму товаристві), також відома як Балада короля (Kings Balad, Kynges Balade),  англійська народна пісня написана королем Генріхом VIII в перші роки 16 століття, невдовзі після його коронації. Пісня вважається найвідомішим його твором,  і  стала популярною в Англії та інших європейських країнах у часи Ренесансу. Вважається, що пісня написана для Катерини Арагонської.

## Історичний контекст
Початок правління Генріха VIII став символом достатку і надмірностей англійського двору. Королівські бенкети і свята проводились на постійній основі, так само як і відкриті спортивні розваги, такі, як полювання, соколині лови, лицарські турніри та змагання лучників. Молодий король сам був добрим спортсменом, вправляючись у верховій їзді, стрільбі з лука, боротьбі і реальному тенісі. Пісня була написана протягом цього періоду, і являє собою загальне схвалення всіх цих розваг, що зображують загальний стан дозвілля та безтурботності, який склався в Королівському дворі на той час. У той же час, текст надає моральне виправдання цих радощів: товариство краще за неробство, бо останнє породжує гріх.

## Пісня

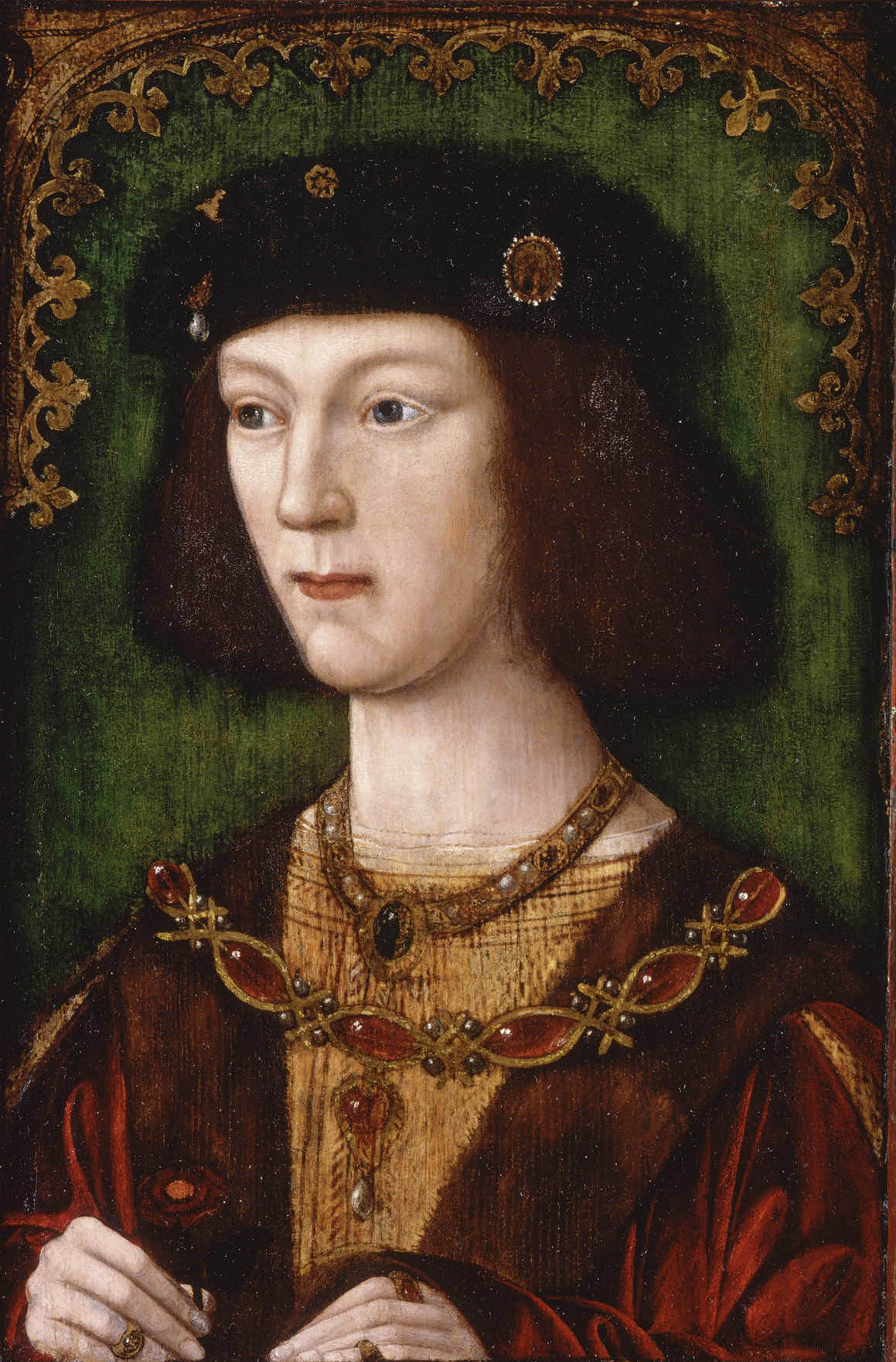
Вісімнадцятирічний король Генріх VIII після коронації у 1509 році, приблизно у час створення пісні

Як і кожна шляхетна людина часів Ренесансу, Генріх VIII мав оволодіти багатьма навичками, що включали: фехтування, полювання, танці, віршування, спів, гра і написання музики. Генрі вважався сучасниками талановитим композитором і поетом
Пісню мали грати при дворі, разом із іншими творами короля.  Проте, завдяки простій і причепливій мелодії, вона стала популярною і незабаром часто виконується на святкуваннях, ярмарках і у тавернах. Також вважається, що пісня була одним із улюблених музичних творів королеви Єлизавети I. 

## Текст пісні
| Оригінал (Рання сучасна англійська) | Сучасна англійська                   | переклад                                 |
| Passetyme with gude companye,       | Pastime with good company,           | У компанії доброї славний дозвілля       |
| I love, and shall until I dye.      | I love, and shall until I die.       | Любити перестану, поки я живий.          |
| Gruch who wyll, but none deny,      | Grudge who will, but none deny,      | Хто і позаздрить, але хто завадить?      |
| So God be pleeyd, thus lyfe wyll I. | So God be pleased, thus live will I. | Поки Бог задоволений, я так і буду жити. |
| For my pastaunce:                   | For my pastance:                     | Дозвіллю своєму:                         |
| Hunt, syng, and daunce,             | Hunt, sing, and dance,               | Полюванні, пісням, танцям,               |
| My hert ys sett!                    | My heart is set!                     | Всім серцем я радий.                     |
| All gudely sport,                   | All goodly sport,                    | Все разваг чудові                        |
| Fore my comfort,                    | For my comfort,                      | Втіхи моєї заради                        |
| Who shall me lett?                  | Who shall me let?                    | Хто мені заборонить?                     |
|                                     |                                      |                                          |
| Youth wyll have nedes dalyaunce,    | Youth must have some dalliance,      |                                          |
| Of gude or yll some pastaunce,      | Of good or ill some pastance.        |                                          |
| Companye me thynketh them best,     | Company methinks them best,          |                                          |
| All thouts and fansyes to dygest.   | All thoughts and fancies to digest.  |                                          |
| For ydleness,                       | For idleness,                        |                                          |
| Ys chef mastres                     | Is chief mistress                    |                                          |
| Of vyces all:                       | Of vices all:                        |                                          |
| Than who can say,                   | Then who can say,                    |                                          |
| But myrth and play                  | But mirth and play,                  |                                          |
| Ys best of all?                     | Is best of all?                      |                                          |
|                                     |                                      |                                          |
| Companye with honeste,              | Company with honesty,                |                                          |
| Ys vertu, vyce to flee.             | Is virtue, vice to flee.             |                                          |
| Companye ys gude or yll,            | Company is good and ill,             |                                          |
| But ev'ry man hath hys frewylle.    | But every man has his free will.     |                                          |
| The best ensyue,                    | The best ensue,                      |                                          |
| The worst eschew,                   | The worst eschew,                    |                                          |
| My mynd shall be:                   | My mind shall be:                    |                                          |
| Vertue to use,                      | Virtue to use,                       |                                          |
| Vyce to refuse,                     | Vice to refuse,                      |                                          |
| Thus shall I use me!                | Thus shall I use me!                 |                                          |

## Мелодія

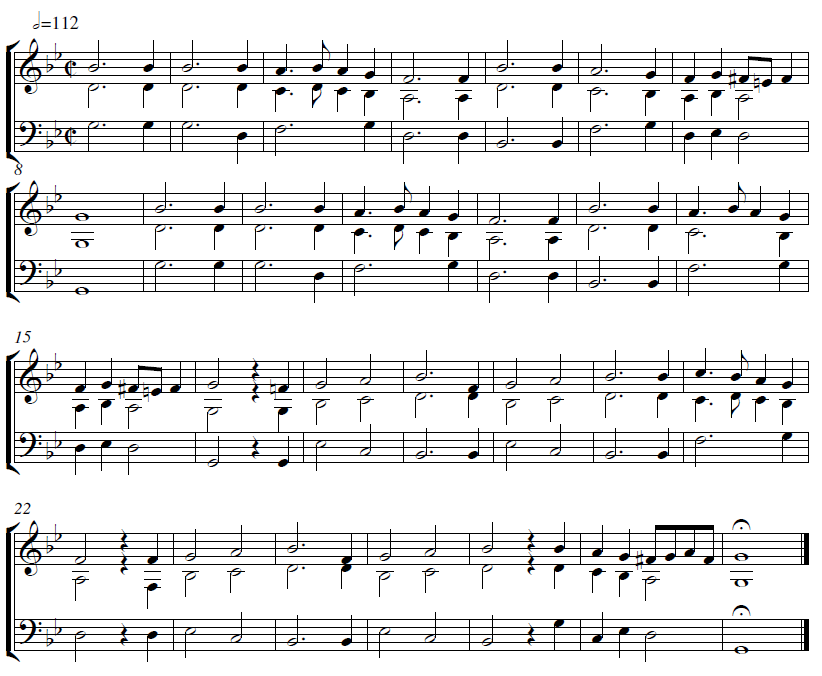
Pastime with Good Company в сучасній нотації

Записано на основі запису Британської бібліотеки.

## Записи
- Viva l’amore. Bassano, 1999, Flanders Recorder Quartet  and Capilla Flamenca, 1999 (OPS 30-239). Contains a recording of Pastime with good company.
- Pastyme With Good Companye. Music at the Court of Henry VIII, Ensemble Dreiklang Berlin, 2004 (CHAN 0709).